# August Ludwig von Schlözer
August Ludwig von Schlözer (født 5. juli 1735 i Gaggstedt, død 9. september 1809 i Göttingen) var en tysk historiker. Han var far til Christian von Schlözer. 
von Schlözer havde ved sin død været knyttet til Göttingens Universitet siden 1769. Han virkede her sammen med Gatterer og gjorde Göttingen til tidens bedste hjemsted for historisk studium; selv er von Schlözer den vigtigste repræsentant for oplysningstidens historieskrivning i Tyskland. Han inddrog alle tider og alle folk under sine universalhistoriske studier; de herskende kirkelige synspunkter trængtes tilbage for humane, den politiske historie studeredes i sammenhæng med geografi og statistik, og von Schlözer ville frem for alt opdrage gode statsborgere. Han spredte i Tyskland en mængde nyttige kundskaber ved sit tidsskrift "Briefwechsel", fortsat under navnet "Staatsanzeigen" (1776—93, i alt 28 bind). Et otteårigt ophold i Sankt Petersburg (1761—69) havde ikke blot i det hele udvidet von Schlözers syn, men særlig ført ham ind i den ældre russiske historie; banebrydende på dette område er såvel hans Nordische Geschichte (2 bind, 1772), som Übersetzungen des russischen Chronisten Nestor (5 bind, 1802—09).